# Сегарча Вале (Телеорман)
Сегарча Вале (рум. Segarcea Vale) насеље је у Румунији у округу Телеорман у општини Сегарча Вале. Oпштина се налази на надморској висини од 31 m.

## Становништво
Према подацима из 2011. године у насељу је живело 3768 становника.